# NGC 469
NGC 469 es una galaxia espiral de la constelación de Piscis. 
Fue descubierta el 3 de noviembre de 1864 por el astrónomo Albert Marth.